# Joe Spiteri
Joseph Spiteri (ur. 6 maja 1973) – australijski piłkarz występujący na pozycji napastnika.

## Kariera klubowa
Spiteri karierę rozpoczynał w 1992 roku w zespole Albion Turk Gucu. W 1993 roku przeszedł do Parramatty Eagles, z którą w sezonie 1993/1994 wygrał Puchar NSL. W 1994 roku odszedł do Melbourne Knights. Dwukrotnie wywalczył z nim mistrzostwo NSL (1995, 1996), a także raz Puchar NSL (1995).
W 1996 roku Spiteri został zawodnikiem austriackiego Sturmu Graz. W Bundeslidze zadebiutował 5 listopada 1996 w przegranym 1:3 meczu z Admirą Wacker. W sezonie 1996/1997 wraz z zespołem zdobył Puchar Austrii, a w sezonie 1997/1998 mistrzostwo Austrii.
W 1998 roku Spiteri przeszedł do belgijskiego Lierse SK. W sezonie 1998/1999 zwyciężył z nim w rozgrywkach Pucharu Belgii. Graczem Lierse był przez trzy sezony, a potem odszedł do szwedzkiego IFK Norrköping, gdzie spędził sezon 2001. Potem przeniósł się do australijskiego Sydney Olympic, z którym w sezonie 2001/2002 został mistrzem NSL. Następnie występował w zespołach Marconi Fairfield Stallions, Fawkner-Whittlesea Blues, Kingston City oraz Melbourne Knights, a w 2008 roku zakończył karierę.

## Kariera reprezentacyjna
W reprezentacji Australii Spiteri zadebiutował 24 czerwca 1995 w przegranym 0:1 towarzyskim meczu z Ghaną. 15 listopada 1995 w wygranym 3:0 towarzyskim pojedynku z Nową Zelandią strzelił pierwszego gola w kadrze. W 1996 roku wraz z reprezentacją Australią wygrał rozgrywki Pucharu Narodów Oceanii. Był też w kadrze na Letnie Igrzyska Olimpijskie 1996, zakończone przez Australię na fazie grupowej.
W latach 1995–1998 w drużynie narodowej Spiteri rozegrał 8 spotkań i zdobył 2 bramki.